# Física o Química (banda sonora)
Física o química: La banda sonora de tu serie favorita es la banda sonora de la serie homónima. El álbum consiste en una compilación de canciones utilizadas en la serie. Fue lanzada a finales de 2008 en formato de dos discos, el mismo año que se estrenó la segunda temporada de la serie.

## Temporada 1
1.1. 5 de enero "La última vez"

1.2. 5 de enero "La serpiente"

1.3. 5 de enero "Límites"

1.4. 5 de enero "Un poco de paz"

1.5. 5 de enero-Úrsula Corberó "El precio de la verdad"

1.6. 5 de enero "Hoy para variar"

1.7. 5 de enero "Los días"

1.8. No tiene 

## Temporada 2
2.1. Despistaos "Física o química" (versión lenta)

2.2. 5 de enero "No te quiero"

2.3. 5 de enero "En el día de hoy"

2.4. Presuntos Implicados "Tú como estás"

2.5. 5 de enero "Vamonos"

2.6. Huecco "Mirando al cielo"

2.7. Revólver "Tiempo pequeño"

2.8. 5 de enero "La arena con la cal"

2.9. O.B.K "Yo no me escondo"

2.10. Taxi "Quiero un camino"

2.11. 5 de enero "En el día de hoy"

2.12. Despistaos "Cada dos minutos"

2.13. Despistaos "Física o química" (versión lenta)

2.14. Laura Pausini "En cambio no"

## Temporada 3
3.1. 5 de enero "Dique seco"

3.2. 5 de enero "El final"

3.3. MClan "Roto por dentro"

3.4. Rosana "Llegaremos a tiempo"

3.5. Efecto Mariposa "Por quererte"

3.6. Nek "Deseo que ya no puede ser"

3.7. Óscar Sinela "Todo lo que creí"

3.8. Carlos Baute-Marta Sánchez "Colgando en tus manos"

3.9. Laura Pausini-James Blunt "Primavera anticipada"

3.10. Maldita Nerea "Por el miedo a equivocarnos"

3.11. 5 de enero "Nada va a cambiar"

## Temporada 4
4.1. Melocos "Somos"

4.2. Georgina "Con solo una mirada"

4.3. Carlos Baute "Nada se compara a ti"

4.4. David Demaría "Que yo no quiero problemas"

4.5. 5 de enero "Si supieras"

4.6. El sueño de Morfeo "No sé donde voy"

4.7. The twisted oaks "Near besides"

4.8. Álex Ubago-Sharon Corr "Amarrado a ti"

4.9. 5 de enero "En el día de hoy"

4.10. Maikel de la Riva-Pereza "Mentiras" 

4.11. Jaula de grillos "Mil pedazos"

4.12. 5 de enero "La estrella"

4.13. María Villalón "La lluvia"

4.14. Alejandro Sanz y Alicia Keys "Lookifor paradise"

## Temporada 5
5.1. Muse "Undisclosed desires"

5.2. Jason Derulo "Whatcha say"

5.3. Despistaos "Gracias"

5.4. Donkeyboy "Ambitions"

5.5. Poncho K "El último sol"

5.6. Camila "Mientes"

5.7. Angy "Siento lejos el ayer"

5.8. Maldita Nerea "Cosas que suenan a..."

5.9. Angy, Adam Jezierski, Gonzalo Ramos, Cristina Alcázar, Javier Calvo, Ana Milán, Adrián Rodríguez, Úrsula Corbero "Cuando lloras" (de Despistaos)

## Temporada 6
6.1. Pignoise "Cama vacía"

6.2. Angy "No perder el control"

6.3. Camila "Aléjate de mí"

6.4. MClan "Me voy a dejar llevar"

6.5. Mathilda "Ayer"

6.6. 5 de enero "La oportunidad"

6.7. Angy-Adrián Rodriguez "Si lo sientes"

6.8. Angy "Solo un cuento"

6.9. Angy "Quiero que me dejes salir"

6.10. Angy "Mirar atrás"

6.11. 5 de enero "Con el corazón en pie"

6.12. Angy "Solo un cuento"

6.13. Hugo Salazar "Donde estará"

6.14. 5 de enero "Vamonos"

## Temporada 7
7.1. Niños mutantes "Errante"

7.2. Maryland "Red Boots"

7.3. Maryland "For Me Today"

7.4. Holywater "Shame on us"

7.5. Ana Franco "Symmetry of a song"

7.6. Julio de la Rosa "New Ways"

7.7. Dani Llamas "Said and Done"

- Datos: Q5872560